# Бранкур-ан-Ланнуа
Бранкур-ан-Ланнуа́ (фр. Brancourt-en-Laonnois) — коммуна во Франции, находится в регионе Пикардия. Департамент коммуны — Эна. Входит в состав кантона Лан-1. Округ коммуны — Лан.
Код INSEE коммуны — 02111.

## Население
Население коммуны на 2010 год составляло 677 человек.
| 1962 | 1968 | 1975 | 1982 | 1990 | 1999 | 2010 |
| ---- | ---- | ---- | ---- | ---- | ---- | ---- |
| 345  | 374  | 415  | 536  | 710  | 675  | 677  |

## Экономика
В 2010 году среди 451 человек трудоспособного возраста (15—64 лет) 317 были экономически активными, 134 — неактивными (показатель активности — 70,3 %, в 1999 году было 64,6 %). Из 317 активных жителей работали 275 человек (146 мужчин и 129 женщин), безработных было 42 (25 мужчин и 17 женщин). Среди 134 неактивных 43 человека были учениками или студентами, 58 — пенсионерами, 33 были неактивными по другим причинам.